# Tóthegymeg
Tóthegymeg (szlovákul Horné Zahorany) község Szlovákiában, a Besztercebányai kerület Rimaszombati járásában. Alsó- és Felsőhegymeg egyesítésével jött létre.

## Fekvése
Rimaszombattól 9 km-re, északra fekszik.
Délről Rimaszombat, délnyugatról Bakostörék, nyugatról Alsósziklás, északról Karaszkó, keletről Kőhegy községekkel határos.

## Története
A települést 1323-ban "Hegmeg" alakban említik először. 1336-ban "Hegymegey", 1450-ben "Thenithnek", 1609-ben "Kyshegimegh" néven szerepel a korabeli forrásokban. Eredetileg a Balog család tulajdonában állt, majd a 15.–16. században a Széchyeké, a Putnokyaké és a Derencsényieké. 1566-ban felégette a török és már nem építették újjá. Ez a régi falu a mai Kőhegy és Balogpádár között feküdt. Ezután épült fel a falu a mai helyen, melynek több birtokosa is volt, köztük a Kubinyi, Szakál és Kalicsák családok. A 19. század elején 150-en lakták, akik főként mezőgazdasággal és állattartással foglalkoztak.
Vályi András szerint "HEGYMEG. Tót Hegymeg. Tót falu Kis Hont Várm. földes Urai Szeremley, és Szakál Urak, lakosai katolikusok, többen evangelikusok, fekszik Kraszkóhoz nem meszsze, ’s Alsó Szkálnoknak filiája, Vad vizes földgyei tsekély termést hoznak, rozsban, és zabban; réttyek kevés, legelő mezejek jó, erdejek makkolásra alkalmatos."
Fényes Elek szerint "Tót-Hegymeg, vagy Zahorán, tót falu, Gömör és Kis-Honth egyesült vmegyékben, A. Szkálnokhoz 1/4 mfdnyire: 194 evang. lak. Erdeje nagy, de a lakosok belőle sok irtást tettek. F. u. többen. Ut. p. Rimaszombat."
Gömör-Kishont vármegye monográfiája szerint "Tóthegymeg, a Rimavölgy közelében fekvő tót kisközség, 38 házzal és 181 ág. ev. h. vallású lakossal. 1336-ban Hegymegey, 1450-ben, mint a Széchiek birtoka, Thenethnek eltorzított alakban fordul elő. 1493-ban II. Ulászló Putnoky Imrének adományozza. Később azután Zahorán tót neve is előbukkan. Újabbkori birtokosai a Kubinyi és a Szakall családok voltak, most pedig Kalicsák Pálnak van itt nagyobb birtoka. Az ág. h. ev. templom a 15. század közepén épült. A község postája Gömörráhó, távírója és vasúti állomása Rimaszombat vagy Orlajtörék. Ide tartozik Tóthegymeg puszta."
A trianoni békeszerződésig Gömör-Kishont vármegye Rimaszombati járásához tartozott.
1920-tól 1948-ig hivatalos szlovák neve Slovenské Zahorany volt.

## Népessége
| Év:            | 1994. | 2004.   | 2014.   | 2024.    |
| -------------- | ----- | ------- | ------- | -------- |
| Emberek száma: | 144   | 143     | 129     | 102      |
| Eltérés:       |       | -0,69 % | -9,79 % | -20,93 % |

| Év:            | 2023. | 2024.   |
| -------------- | ----- | ------- |
| Emberek száma: | 99    | 102     |
| Eltérés:       |       | +3,03 % |

1910-ben 178, túlnyomórészt szlovák lakosa volt.
2011-ben 137 lakosából 128 szlovák.

## Neves személyek
- Felsőhegymegen született 1830-ban Ľudovít Kubáni szlovák költő, Tompa Mihály barátja és költőtársa, aki többször is meglátogatta őt hanvai otthonában. A faluban emléktáblája van.

## Nevezetességei
- Evangélikus temploma 1814-ben épült klasszicista stílusban.
- A falu haranglába 1790-ben épült.

## Külső hivatkozások
- E-obce.sk Archiválva 2007. december 8-i dátummal a Wayback Machine-ben
- Községinfó